# Малое Павлово (Смоленская область)
Малое Павлово — деревня в Смоленской области России, в Ельнинском районе. Расположено в юго-восточной части области в 21 км к юго-западу от города Ельня.
Население — 216 жителей. (2007 год). Административный центр Малышевского сельского поселения.

## Достопримечательности
- Городище на левом берегу реки Добрая.